# Anton Köhler (Musiker)

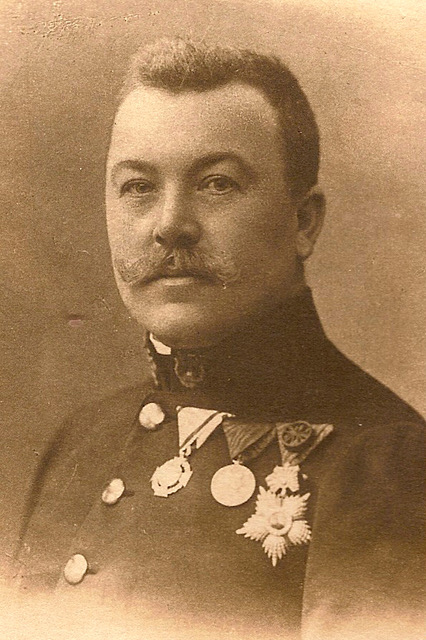
Anton Köhler als junger Kapellmeister.

Anton(ius) Köhler (* 26. April 1865 in Habstein; † 27. September 1939 in Reichenberg, Reichsgau Sudetenland) war ein deutsch-böhmischer Dirigent und Komponist.
Er leitete insbesondere von 1893 bis 1918, also über zwanzig Jahre lang, die Militärmusik der Infanterie des 35. Regiments in Pilsen. Zu dieser Zeit nahm die Bedeutung der Amateurorchester in Pilsen zu, sodass die Militärkapellen seltener öffentlich auftraten. Köhler unterschied sich jedoch im Repertoire seiner Konzerte, die sich stärker an der symphonischen Musik orientierten als an den üblichen Opernouvertüren und Opernarrangements.
In Zusammenarbeit mit dem Chorverein Hlahol in Pilsen half er, Chorwerke mit Orchesterbegleitung bekannt zu machen und förderte auch zeitgenössische Musik. Köhler legte besonderen Wert auf die Werke des böhmischen Komponisten Antonín Dvořák und organisierte ein Konzert zum 60. Geburtstag des Komponisten.

## Leben und Wirken
Er wurde am 26. April 1865 im elterlichen Wohnhaus in Habstein (tschech. Jestřebí) Nr. 94 geboren. Seine Eltern waren der Schneidermeister und Händler Josef Köhler (1825–1873) und Anna, geborene Weber (1828–1907)..
Von 1879 bis 1885 studierte er am Prager Konservatorium und war u. a. Schüler von František (Franz Xaver) 
Zdeněk Skuherský, Karel Knittl und Josef Klička
. 1885 schloss er sein Studium im Fach Kontrabass ab.
Drei Jahre lang besuchte er auch die Prager Orgelschule.
Im Jahr 1889 wurde Anton Köhler K.u.K. Kapellmeister des 45. Infanterieregiments in Przemyśl. Er gab erfolgreiche Konzerte für ein breit gestreutes Publikum in Karlsbad, Marienbad und Franzensbad.
Durch ein erfolgreiches Probevorspiel 1893 konnte er nach dem Weggang des Dirigenten Emil Kaiser Kapellmeister des k.u.k. 35. Infanterieregiments in Prag werden. Er leitete diese Musikkapelle bis 1918. Von 1905 stammt eine Plattenaufnahme mit dem "Marsch von Köhler" von diesem Regiment.
Im Jahr 1899 schließt er die Prager Orgelschule ab.
Am 2. März 1900 heiratete er in Berlin-Charlottenburg Agnes Nissle, die am 5. Februar 1877 in Köpenick geboren war. Sie zieht zu ihm nach Pilsen. Bereits nach wenigen Monaten (am 15. August 1900) wurde Anton Köhler Witwer. Er heiratete im Jahr darauf, am 8. Oktober 1901, Augusta Antonia Kolb, die am 20. August 1873 in Třemošná bei Pilsen geboren war. Zusammen zogen sie zwei Töchter groß: Gertrud Josefa Valentina, geboren am 9. Februar 1903, und Paula (Paulina Emma Valentina), geboren am 29. Juli 1904. Sie wohnten bis 1926 in Pilsen in verschiedenen Wohnungen im Viertel der Garnison.
Die verschiedenen Nationalitäten innerhalb des österreichischen Heeres spiegeln sich auch stark in den Namen der Kapellmeister des 35. Infanterieregiments wieder, denn ab 1843 wechselten sich auf dem Militärkapellemeisterposten u. a. Josef Aischer, Ferdinand Hiller, Franz Wanisek, Franz Schmid, Emil Kaiser, Anton Köhler, Gustav Feifer und Georg Warnitzer auf diesem Posten in Pilsen ab.
Im Dezember 1914 gab es ein letztes gemeinsames Konzert der Militärkapelle des 35. Pilsner Regiments zusammen mit dem Hlahol-Chor in Pilsen. 1915 wurden das 35. Regiment und seine Musikkapelle aus Pilsen abgezogen. Während des Ersten Weltkriegs war Anton Köhler an der russischen und italienischen Front im Einsatz.
Von 1914 bis 1919 diente er als Kapellmeister beim "Ersatzbataillon" des 35. Infanterieregiments, anschließend bis zum 18. August 1918 als Postoffizier und Kapellmeister. Im März 1919 wurde er Kapellmeister der Garnison Rumburk (Rumburg, Nordböhmen) und übernahm später die musikalische Leitung der Garnison in Jičín (Gitschin). In diesem 22. Infanterieregiment erreichte er den Rang eines Hauptmanns und wurde, nachdem er eine tschechische Sprachprüfung bestanden hatte, zum Stabshauptmann befördert. Sein "Marsch für das 22. Regiment" wurde 1969 vom Orchester der tschechoslowakischen Armee aufgenommen.

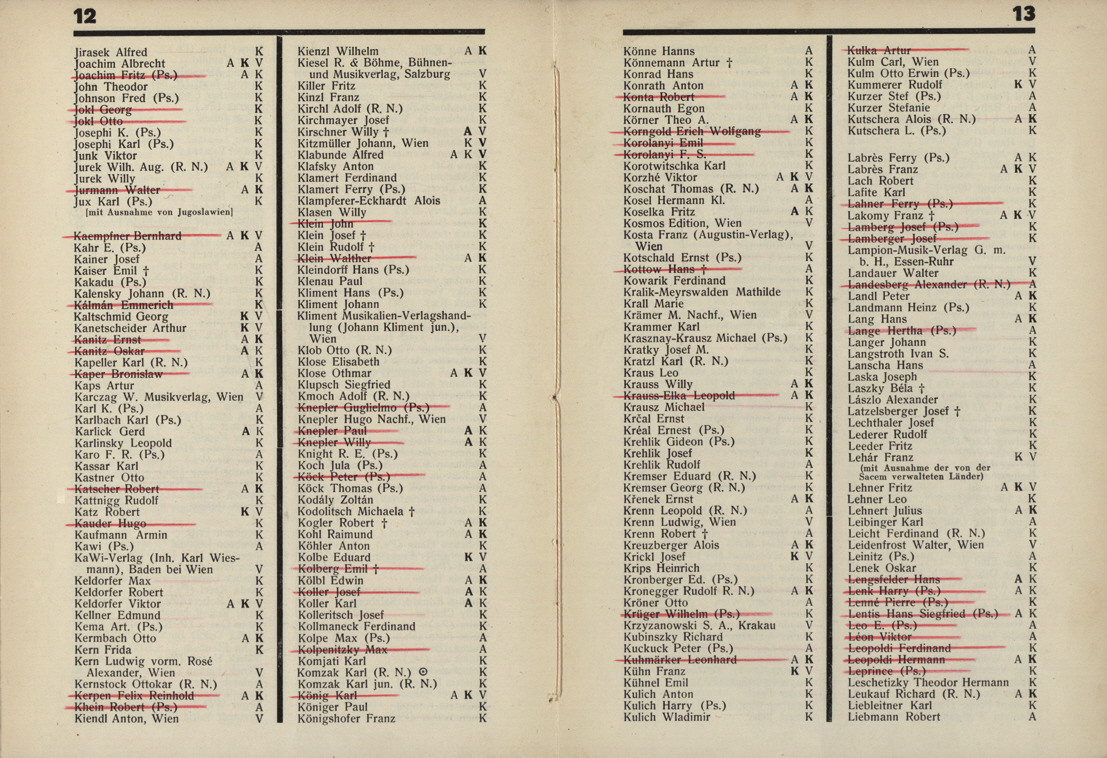
Mitgliederverzeichnis der AKM von 1937.

Köhler war in der Region Nordböhmen sehr beliebt, wie zeitgenössische Presseberichte belegen.
Er hatte die Gelegenheit, vor dem Schah von Persien Konzerte zu geben, und wurde bereits 1904 mit der "Jubiläums-Erinnerungs-Medaille" sowie dem persischen Sonnen- und Löwenorden (IV. Klasse), einem militärischen und zivilen Orden zu Ehren ausländischer Würdenträger, ausgezeichnet. Als Gründungsmitglied der AKM (Autoren, Komponisten, Musikverleger), der österreichischen Verwertungsgesellschaft für Urheberrechte, wird er 1937 als Komponist in der Mitgliederliste aufgeführt.
Er trat am 1. Februar 1926 in den Ruhestand.
Anton Köhler starb am 27. September 1939 in Reichenberg (tschech. Liberec).

## Werke (unvollständig)

### Werke für Blasorchester
- Recognoscierungs Marsch
- Kokoschinegg-Marsch (dem Kommandanten des 35. Infanterieregiments Heinrich Kokoschinegg gewidmet)[14];
- Nowak-Marsch (vor 1910, Urbánek)[8] ;
- Sultan-Marsch (vor 1910, Kunz)[5][8] ;
- Marsch für das 22. Regiment der tsch. Armee  (zwischen 1920 und 1926)[12];
- Albertine. Gavotte (1890, Joh. Hoffmann's Witwe, Prag[8]). (Der hochgeborenen Frau Albertine Adrovsky geb. Baronin Unukic von Aradgrad in Ehrfurcht gewidmet)[15][5],[14] ;
- Gavotte „V upomínku“ (Zur Erinnerung), im Juni 1897 unter Leitung des Komponisten in  Pilsen aufgeführt[4];
- Lawn Tennis Polka (vor 1910, Urbánek)[5][8] ;
- Marie, Polka française (vor 1910, Gebethner)[5][8] ;

### Symphonische Werke
- Na Šumavě  (Im Böhmerwald) (ein großes Lied). Im Herbst 1896 unter Leitung des Komponisten aufgeführt[4] ;
- Preludium pro velký orchestr (Präludium für großes Orchester). Im Herbst 1896 unter Leitung des Komponisten aufgeführt[4] ;
- Dobrou noc (pesen) (Gute Nacht. Lied). Für Symphonieorchester mit Solo-Violine. Dieses Werk wurde neu aufgelegt und im Januar 2024 in Anwesenheit der Urenkelin, die im Orchester spielte, aufgeführt[16] ;
- Mors et vita (symphonisches Gedicht für 21 Orchesterstimmen), ein unveröffentlichtes Autograph im Besitz der Familie.

- Ave Maria für  gemischten Chor und Orchester (Religioso). 1911 unter Leitung des Komponisten in Pilsen aufgeführt[4].

### Werke für Klavier
- Erinnerung an die Weltausstellung in Chicago. Marsch op.62 für Pianoforte über das englische Lied „After the Ball“[17].

### Verschiedene Werke
- Taneční skladby (Tanzstücke)[4];
- Co týden dál, humorná směs (« Was kommt als nächstes, humorvolle Mischung »)[4].